# Championnat de Saint-Christophe-et-Niévès de football 2013
Navigation
Saison précédente Saison suivante
La saison 2013 du Championnat de Saint-Christophe-et-Niévès de football est la cinquantième édition de la Premier League, le championnat de première division à Saint-Christophe-et-Niévès. Les dix formations de l'élite sont réunies au sein d'une poule unique où elles s'affrontent deux fois au cours de la saison. À l'issue du championnat, les quatre premiers se qualifient pour la phase finale tandis que le dernier est relégué et l'avant-dernier doit passer par un barrage de promotion-relégation. Lors de la phase finale, les quatre clubs qualifiés s'affrontent une fois puis les deux premiers jouent la finale pour le titre, en deux matchs gagnants. 
C'est le club de Caribbean Stars Conaree FC qui remporte la compétition cette saison après avoir battu St. Paul's United FC lors de la finale nationale. Il s’agit du tout premier titre de champion de Saint-Christophe-et-Niévès de l'histoire du club, qui réalise même le doublé en s'imposant face à Newtown United en finale de la Coupe nationale.

## Les clubs participants
- Village Superstars
- Garden Hotspurs
- Mantab FC
- Caribbean Stars Conaree FC
- St Peter's FC
- Newtown United
- St. Paul's United FC
- Cayon Rockets
- SPD United FC - Promu de Second Division
- Strikers FC

## Compétition
Le barème de points servant à établir le classement se décompose ainsi :
- Victoire : 3 points
- Match nul : 1 point
- Défaite : 0 point

### Phase régulière
| Rang | Équipe                      | Pts | J  | G  | N | P  | Bp | Bc | Diff |
| ---- | --------------------------- | --- | -- | -- | - | -- | -- | -- | ---- |
| 1    | Caribbean Stars Conaree FCC | 39  | 18 | 12 | 3 | 3  | 43 | 17 | +26  |
| 2    | St. Paul's United FC        | 39  | 18 | 11 | 6 | 1  | 28 | 6  | +22  |
| 3    | Garden Hotspurs FC          | 36  | 18 | 11 | 3 | 4  | 27 | 15 | +12  |
| 4    | Village Superstars          | 34  | 18 | 10 | 4 | 4  | 38 | 18 | +20  |
| 5    | Newtown UnitedT             | 32  | 18 | 9  | 5 | 4  | 31 | 21 | +10  |
| 6    | Mantab FC                   | 19  | 18 | 5  | 4 | 9  | 22 | 35 | -13  |
| 7    | St Peter's FC               | 15  | 18 | 4  | 3 | 11 | 22 | 36 | -14  |
| 8    | SPD UnitedP                 | 14  | 18 | 3  | 5 | 10 | 14 | 43 | -29  |
| 9    | Strikers FC                 | 12  | 18 | 3  | 3 | 12 | 12 | 34 | -22  |
| 10   | Cayon Rockets               | 11  | 18 | 3  | 2 | 13 | 22 | 34 | -12  |

|  | Qualification pour la phase finale                                                   |
|  | Participation au barrage de promotion-relégation                                     |
|  | Relégation directe en Second Division                                                |
|  | T : Tenant du titre C : Vainqueur de la Coupe nationale P : Promu de Second Division |

### Phase finale
| Rang | Équipe                     | Pts | J | G | N | P | Bp | Bc | Diff |  | Résultats (▼ dom., ► ext.) | SPa | CSC | Vil | Gar |
| ---- | -------------------------- | --- | - | - | - | - | -- | -- | ---- |  | -------------------------- | --- | --- | --- | --- |
| 1    | St. Paul's United FC       | 7   | 3 | 2 | 1 | 0 | 4  | 1  | +3   |  | St. Paul's United FC       |     | 1-0 | 2-0 | 1-1 |
| 2    | Caribbean Stars Conaree FC | 4   | 3 | 1 | 1 | 1 | 4  | 3  | +1   |  | Caribbean Stars Conaree FC |     |     | 3-1 | 1-1 |
| 3    | Village Superstars         | 3   | 3 | 1 | 0 | 2 | 3  | 6  | -3   |  | Village Superstars         |     |     |     | 2-1 |
| 4    | Garden Hotspurs FC         | 2   | 3 | 0 | 2 | 1 | 3  | 4  | -1   |  | Garden Hotspurs FC         |     |     |     |     |

|  | Qualification pour la finale        |
|  | C : Vainqueur de la Coupe nationale |

### Finale nationale
La finale se joue en deux rencontres gagnantes. Les rencontres se disputent au Warner Park de Basseterre.
| Équipe 1                   | Résultat      | Équipe 2                   |
| -------------------------- | ------------- | -------------------------- |
| Caribbean Stars Conaree FC | 0 - 0 4-3 tab | St. Paul's United FC       |
| St. Paul's United FC       | 0 - 1         | Caribbean Stars Conaree FC |

- Caribbean Stars Conaree FC remporte la série deux victoires à zéro et est sacré champion.

### Barrage de promotion-relégation
Le 9e de Super League, Strikers FC, affronte le vice-champion de Second Division, Lodge Patriots FC, sur un match unique.
| Équipe 1    | Résultat | Équipe 2               |
| ----------- | -------- | ---------------------- |
| Strikers FC | 5 - 0    | (D2) Lodge Patriots FC |

- Les deux formations se maintiennent au sein de leur championnat respectif.

## Bilan de la saison
| Championnat de Saint-Christophe-et-Niévès de football 2013 |                                        |
| Champion                                                   | Caribbean Stars Conaree FC (1er titre) |
| Coupes et trophées                                         |                                        |
| Vainqueur de la Coupe de Saint-Christophe-et-Niévès 2013   | Caribbean Stars Conaree FC             |
| Qualifications continentales                               |                                        |
| CFU Club Championship 2014                                 | Aucun                                  |
| Promotions et relégations                                  |                                        |
| Promus en Premier League                                   | KFC Challengers United                 |
| Relégués en Second Division                                | Cayon Rockets                          |